# NGC 5846A
NGC 5846A је елиптична галаксија у сазвежђу Девица која се налази на NGC листи објеката дубоког неба.
Деклинација објекта је + 1° 35' 40" а ректасцензија 15h 6m 29,1s. Привидна величина (магнитуда) објекта NGC 5846 износи 12,8 а фотографска магнитуда 13,8. NGC 5846A је још познат и под ознакама MCG 0-38-26, PGC 53930.